# Черевићки поток —Ђерова коса
Черевићки поток —Ђерова коса је локалитет у режиму заштите I степена, површине 102,51ha, на северним падинама НП Фрушка гора, северозападно од највише коте 539м.н.в - Црвени чот.
Налази се у ГЈ 3805 Беочин манастир-Катанске ливаде-Осовље, одељења 49, 55, 56 и 57. Локалитет чини шумски екосистеми, шуме китњака, китњака и граба, китњака и букве, значајни и за очување орнитофауне. У сливу Орловачког, Доброг и Черевићког потока налази се и палеонтолошко налазиште креде.